# 浙江蝇狮
浙江蝇狮（学名：Marpissa tschekiangensis）为跳蛛科蝇狮属的动物。在中国大陆，分布于广东、浙江等地。该物种的模式产地在浙江。